# Xysticus boesenbergi
Xysticus boesenbergi là một loài nhện trong họ Thomisidae.
Loài này thuộc chi Xysticus. Xysticus boesenbergi được miêu tả năm 1928 bởi Charitonov.